# Walentin Nikolajewitsch Pschenizyn
Walentin Nikolajewitsch Pschenizyn (russisch Валентин Николаевич Пшеницын; * 3. November 1936 in Dmitrow, Oblast Moskau, Russische SFSR, UdSSR; † 2007) war ein sowjetischer Biathlet.
Walentin Pschenizyn vom VS Moskva gehörte zu den Pionieren der Sportart auf internationalem Niveau. Er startete bei der ersten Biathlon-Weltmeisterschaft 1958 in Saalfelden, belegte im Einzel den 7. Platz und wurde mit Wiktor Butakow, Dmitri Sokolow und Alexander Gubin Zweiter beim noch inoffiziellen Staffelwettbewerb hinter der Vertretung aus Schweden. Ein Jahr später in Courmayeur gewann er mit Wladimir Melanin und Sokolow den auch in dem Jahr noch inoffiziellen Staffelwettkampf. Nächstes Großereignis wurden die Olympischen Winterspiele 1960 in Squaw Valley, wo Biathlon erstmals olympisch war. Im einzigen Rennen, dem Einzel, lief Pschenizyn auf den fünften Platz. Noch näher an eine Einzelmedaille kam der sowjetische Sportler bei der Biathlon-Weltmeisterschaft 1961 in Umeå, wo er Vierter wurde. Mit Alexander Priwalow und erneut Sokolow belegte er im inoffiziellen Staffelwettbewerb Rang zwei. Die einzige Einzelmedaille gewann Pschenizyn bei der Biathlon-Weltmeisterschaft 1962 in Hämeenlinna, wo er im Einzel hinter Melanin und Antti Tyrväinen Dritter wurde. Mit Melanin und Nikolai Pusanow schaffte er den erneuten Gewinn beim inoffiziellen Staffelwettbewerb. 1963 nahm Pschenizyn in Seefeld in Tirol an seinen fünften und letzten Biathlon-Weltmeisterschaften teil. Im Einzel erreichte er den 7. Platz, im inoffiziellen Staffelwettbewerb wurde er mit Melanin und Nikolai Mescharjakow Sieger. Letztes Großereignis wurden die Olympischen Winterspiele 1964 in Innsbruck, wo er im Einzel wieder den 7. Platz erreichte.